# Ангел Йошев
Ангел Божидаров Йошев е български футболист, защитник, който играе за Марек (Дупница).

## Биография
Ангел Йошев е роден на 1 януари 1985 година в град София.